# Natrijum formijat
Natrijum formijat (ili natrijum metanat) je natrijumova so mravlje kiseline.

## Hemijske osobine
Kao so slabe kiseline (mravlje kiseline) i jake baze (natrijum hidroksid), rastvor natrijum formijata u vodi reaguje kao baza:
{\displaystyle \mathrm {HCOO^{-}+H_{2}O\ \leftrightharpoons HCOOH+OH^{-}} }
Rastvor mravlje kiseline i natrijum formijata se može koristiti i kao bafer.

## Dobivanje
U industriji natrijum formijat se proizvodi iz natrijum hidroksida i ugljenik (II) oksida pri 210 ° i pod jakim pritiskom:
{\displaystyle \mathrm {NaOH+CO\longrightarrow HCOONa} }
Natrijum hidroksid reaguje sa ugljen monoksidom te nastaje natrijum formijat.

## Upotreba
Natrijum formijat igra značajnu ulogu u sintezi metanske kiseline, te se uz pomoć sumporne kiseline dobija natrijum sulfat i mravlja kiselina:
{\displaystyle \mathrm {2\ HCOONa+H_{2}SO_{4}\longrightarrow 2\ HCOOH+Na_{2}SO_{4}} }
 Natrijum formijat sa sumpornom kiselinom daje natrijum sulfat i metansku kiselinu. 
Neki delovi koprive pored mravlje kiseline sadrže i natrijum formijat.
Natrijum formijat se ponekad upotrebljava na aerodromima kao nekorizivni materijal za posipanje protiv zaleđivanja. Međutim, pošto se lako otapa u vodi, sva otopljena voda se mora posebno skupiti i prečistiti, da ne bi došlo do zagađivanja podzemnih voda.
Natrijum formijat se takođe koristi i u proizvodnji oksalne kiseline.